# Шипшек
Шипше́к (тат. Шыпшиек) — деревня в Высокогорском районе Республики Татарстан. Входит в состав Дубъязского сельского поселения.

## География
Деревня расположена в верховье реки Сула (правый приток реки Казанка), в 30 километрах к северу от железнодорожной станции «Высокая Гора».

## История
Известна с 1650 года. В дореволюционных источниках упоминается также как Деревня по речке Мокше, Алан Шепшек. В XVIII — первой половине XIX веков жители относились к категории государственных крестьян. Занимались земледелием, разведением скота, ткачеством, изготовлением кирпича, извозом, рубили лес. 
В «Списке населенных мест по сведениям 1859 года», изданном в 1866 году, населённый пункт упомянут как казённая деревня Алань-Шепшеик 3-го стана Казанского уезда Казанской губернии. Располагалась при речке Алане, по левую сторону Уржумского торгового тракта, в 50 верстах от губернского города Казани и в 14 верстах от становой квартиры в казённой деревне Верхние Верески. В деревне в 30 дворах жили 248 человек (137 мужчин и 111 женщин). Была мечеть.
До 1920 года деревня входила в Алатскую волость Казанского уезда Казанской губернии. С 1920 года в составе Арского кантона Татарской АССР. С 10 августа 1930 года в Дубъязском, с 1 февраля 1963 года в Зеленодольском, с 12 января 1965 года в Высокогорском районах

## Население
| 1782 | 1859 | 1897 | 1908 | 1920 | 1926 | 1938 |
| ---- | ---- | ---- | ---- | ---- | ---- | ---- |
| 28   | ↗246 | ↗396 | ↗563 | ↘528 | ↗545 | ↘420 |
| 1949 | 1958 | 1970 | 1989 | 2002 | 2010 |      |
| ↘310 | ↘163 | ↘104 | ↘9   | ↘2   | →2   |      |

Национальный состав деревни — татары.